# Lleó Focas el Jove
Lleó Focas, en grec medieval Λέων Φωκᾶς, nascut entre el 915 i el 920 i mort després del 971 va ser un destacat general de l'Imperi Romà d'Orient que va obtenir algunes victòries a la frontera oriental de l'imperi a mitjà segle x al costat del seu germà gran l'emperador Nicèfor II. Va ser primer ministre amb el seu germà, però Joan I Tsimiscés, el seu successor, el va destituir i empresonar.
Lleó Focas, de la família Focas, era el fill petit de Bardes Focas el Vell, un general que va estar molt de temps al càrrec dels exèrcits imperials en temps de Constantí VII. No es coneix el nom de la seva mare. Va ser nomenat estrateg del tema de Capadòcia l'any 945, i deu anys més tard, el mateix càrrec al tema dels Anatòlics. Romà II el va nomenar Domèstic de les escolesde l'Oest, és a dir el cap dels exèrcits occidentals als Balcans, i li va donar el càrrec de Magister officiorum. Quan el seu germà Nicèfor va ser enviat conquerir l'Emirat de Creta el 960, Lleó va ser nomenat domèstic de l'Est, un càrrec de nova creació. Llavors va derrotar, a la batalla d'Andrassos a un antic enemic de l'imperi, l'emir d'Alep Sayf-ad-Dawla, que amb el seu exèrcit havia ocupat l'Àsia Menor romana d'Orient, penetrant profundament en territori imperial, i es retirava carregat de botí i de presoners. Lleó li va preparar una emboscada en un pas rocós de les muntanyes i va aniquilar la major part de l'exèrcit enemic. Sayf-ad-Dawla es va salvar per poc. Per aquestes victòries a la frontera, es creu que podria ser l'autor del tractat De velitatione bellica.
Al pujar Nicèfor II al tron l'any 963, va nomenar Lleó Curopalata i logoteta. Va ser el ministre principal del seu germà fins que Joan I Tsimiscés el va derrocar i matar el 969. El 970, Lleó va organitzar una revolta contra Tsimiscés, però la sublevació va fracassar i va ser desterrat a l'illa de Lesbos. Va tornar a aixecar-se contra l'emperador el 971, i, fet presoner, va ser exiliat a l'illa de Kınalıada, una de les Illes dels Prínceps, on el van deixar cec. No se sap quan va morir.
Va ser el pare de Bardes Focas i de Sofia Focena, esposa de Constantí Escler i mare de l'esposa d'Otó II del Sacre Imperi, Teòfano Esclerena.